# (42593) Antoniazzi
(42593) Antoniazzi est un astéroïde de la ceinture principale.

## Description
(42593) Antoniazzi est un astéroïde de la ceinture principale. Il fut découvert le 1er mai 1997 à Bologne par l'observatoire San Vittore. Il présente une orbite caractérisée par un demi-grand axe de 2,73 UA, une excentricité de 0,23 et une inclinaison de 7,8° par rapport à l'écliptique.

## Compléments